# Boat trip
Boat Trip es una película de comedia romántica estadounidense del 2003 dirigida por Mort Nathan en su debut como director, y protagonizada por Cuba Gooding, Jr., Horatio Sanz, Vivica A. Fox, Roselyn Sánchez y Roger Moore. Fue nominada a dos premios Razzie, peor director y peor actor (Gooding Jr.).

## Sinopsis
Jerry y Nick son dos mejores amigos cuyas vidas el amor ha tocado fondo. Después de que Nick se encuentre con un amigo que se va a casar con una chica hermosa, más joven que conoció en un crucero de solteros, decide tomar un crucero similar con Jerry. Las cosas no salen según lo planeado, sin embargo, después de unos problemas en la agencia de viajes acaban en un crucero para homosexuales. 
Durante su viaje, vienen a aprender que los homosexuales son menos objetable que por primera vez asumidos y Nick especialmente arroja su homofobia. Sin embargo, Jerry se enamora de la profesora de danza del crucero Gabriella y con el fin de conquistarla, se hace pasar por gay para que pueda estar más cerca de ella. Mientras tanto, Nick florece un romance con un modelo de bikini llamado Inga. Después de un asunto accidental con su medio, el entrenador obsesionado con el sexo Sonya, Nick debe defenderse de Sonya que ha caído en el amor con él también. 
Al final, Jerry le gana a Gabriella mientras Nick sale perdiendo en Inga, pero ve una posible relación con su hermana en su lugar. Sin embargo, él es entonces, sin saberlo (y de mala gana) reunirse con Sonya; muy a su pesar y su excitación.

## Reparto
- Cuba Gooding, Jr. – Jerry Robinson
- Horatio Sanz – Nick Ragoni
- Roselyn Sánchez – Gabriella
- Vivica A. Fox – Felicia
- Maurice Godin – Hector
- Roger Moore – Lloyd Faversham
- Lin Shaye – Entrenador Sonya
- Victoria Silvstedt – Inga
- Ken Hudson Campbell – Tom (como Ken Campbell)
- Zen Gesner – Ron
- William Bumiller – Steven
- Noah York – Perry
- Richard Roundtree – Padre de Felicia
- Bob Gunton – Capitán
- Jennifer Gareis – Sheri
- Will Ferrell – Michael, novio de Brian
- Artie Lange - Brian

## Estrenos internacionales
| Título de la película               | País/Región    | Estreno               |
| ----------------------------------- | -------------- | --------------------- |
| Boat Trip: The cruise mad           | Reino Unido    | 4 de octubre de 2002  |
| Bootsfahrt: Das Kreuzfahrt verrückt | Alemania       | 20 de febrero de 2003 |
| Boat Trip                           | Estados Unidos | 21 de marzo de 2003   |

- Datos: Q600299